# Mudanças de estado dos gases
O estado de um gás fica definido quando conhecemos os valores exatos de seu volume,de sua pressão e da sua temperatura.Se houver qualquer alteração em pelo menos uma dessas três  variáveis,dizemos que o gás sofreu uma mudança ou transformação de estado.
Um recipiente que contém um gás cujo comportamento estar sendo investigado é considerado um sistema.Os limites que definem o espaço de um sistema,separando-o do resto do ambiente,podem ser chamados de fronteiras do sistema.Já no meio ambiente imediatamente próximo ás fronteira do sistema é denominado vizinhança.
Um sistema pode ser classificado como:
- Sistema isolado :todo sistema que não permite troca de massa ou de calor com o meio ambiente
- Sistema fechado :todo sistema que não permite troca de massa,mas permite troca de calor com meio ambiente.
- Sistema aberto :todo sistema que permite troca de massa e de calor com meio ambiente.

## Transformação isotérmica
Transformação isotérmica("iso":igual e"térmica":temperatura),são aquelas que ocorrem temperatura constante.Nesse tipo de transformação é possível verificar como  a pressão e o volume se inter-relacionam.

## Transformação isobárica
As transformações isobáricas são aquelas que ocorrem à pressão constante.Em geral,as transformações realizadas em ambientes abertos são considerados isobáricas,pois nesse caso,foram feitas sob pressão atmosférica constante.Nessa transformação é possível verificar como o volume e a temperatura se relacionam.

## Transformação isocórica
As transformações isocóricas(também chamados de isométricas ou isovolumétricas)são aquelas que ocorrem a volume constante.